# Dicranomyia maderensis
Dicranomyia maderensis là một loài ruồi trong họ Limoniidae. Chúng phân bố ở miền Cổ bắc.